# Hans Aumeier

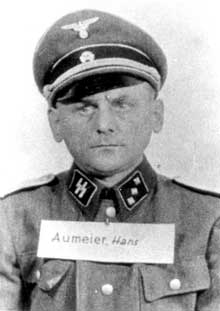
Hans Aumeier

Hans Aumeier (* 20. August 1906 in Amberg, Bayern; † 24. Januar 1948 in Krakau) war ein deutscher SS-Führer und Kriegsverbrecher, der in leitender Funktion in mehreren Konzentrationslagern eingesetzt war.

## Leben
Aumeier brach seine Schullaufbahn bereits nach sechs Jahren ab und arbeitete danach als Eisendreher in der Gewehrfabrikation, unterbrochen von Phasen der Arbeitslosigkeit. Aumeier gehörte der SA an und wurde dort kurzzeitig hauptamtlich tätig. Im August 1929 wurde Aumeier Mitglied der SS (SS-Nr. 2.700) und gehörte bald nach seinem SS-Beitritt dem Stab des Reichsführers SS Heinrich Himmler in München an. In der SS stieg Aumeier 1944 bis zum SS-Sturmbannführer auf. Zum 1. Dezember 1929 trat Aumeier der NSDAP bei (Mitgliedsnummer 164.755). Nach der Gründung des KZ Dachau im Jahr 1933 durchlief Aumeier als Angehöriger des 1. Wachbataillons „Oberbayern“ dort die „Dachauer Schule“ von Theodor Eicke. Ab April 1936 gehörte Aumeier dem 4. SS-Totenkopfregiment „Ostfriesland“ beim KZ Esterwegen an und wechselte im Dezember 1936 ins KZ Lichtenburg, wo er als Kompanieführer beim 2. SS-Totenkopfregiment „Elbe“ ebenfalls zur Bewachung des Konzentrationslagers eingesetzt war. Danach wurde Aumeier beim 3. SS-Totenkopfregiment „Thüringen“ in gleicher Funktion beim KZ Buchenwald eingesetzt, bevor er Anfang August 1938 zum KZ Flossenbürg versetzt wurde und dort als Schutzhaftlagerführer tätig war.
Am 1. Februar 1942 löste Aumeier Karl Fritzsch auf dem Posten des Schutzhaftlagerführers im Stammlager des KZ Auschwitz ab und übte diese Funktion bis zum 16. August 1943 aus. Aumeier gab den Kapos weitreichende Befugnisse, was zu einer Steigerung des Lagerterrors führte. Er führte die strafweise Tortur der Stehzellen in Block 11 ein und erschoss Häftlinge an der Schwarzen Wand. Für Massenerschießungen und Selektionen im Stammlager Auschwitz war Aumeier mit verantwortlich und nahm nach dem gescheiterten Aufstandsversuch der Strafkompanie im Juni 1942, ebenso wie Otto Moll und Franz Hößler, an der Ermordung der Überlebenden des Aufstandes teil. Wegen Diebstahls und Korruption wurde er auf Veranlassung von Rudolf Höß noch Mitte August 1943 nach Estland in das neu geschaffene KZ Vaivara versetzt, wo er bis zu der Evakuierung des Lagers im Sommer 1944 der Lagerkommandant war. Dort führte die Lagerleitung unter Aumeier Selektionen durch, welchen Männer, Frauen und Kinder zum Opfer fielen. Danach war er für die Lager des KZ-Außenlagerkomplexes Kaufering, Außenstellen des KZ Dachau, zuständig. Im Januar 1945 übernahm Aumeier als Kommandant das Polizeihäftlingslager Grini in Norwegen, das bis zum 8. Mai 1945 existierte. Während seiner letzten Station soll sich Aumeiers Verhalten erheblich verändert haben, da er sich nun fast human zeigte und auch Verhandlungen mit dem Roten Kreuz führte. Aumeier wurde am 11. Juni 1945 von der britischen Armee in Norwegen verhaftet, in das Internierungslager Staumühle verlegt und dort verhört. Während der Verhöre leugnete er zunächst jegliches Wissen über die Gaskammern in Auschwitz, revidierte aber später seine Aussage. Nach der Auslieferung an Polen wurde Aumeier im Krakauer Auschwitzprozess vor dem Obersten Nationalen Tribunal Polens zum Tode verurteilt. Das Urteil wurde am 24. Januar 1948 durch Hängen vollstreckt.